# Hebe coarctata
Hebe coarctata é uma espécie de planta do gênero Hebe.